# Perilla de Castro
Perilla de Castro is een gemeente in de Spaanse provincie Zamora in de regio Castilië en León met een oppervlakte van 33,03 km². Perilla de Castro telt 181 inwoners (1 januari 2016).

## Demografische ontwikkeling
Bron: INE, 1857-2011: volkstellingen